# Chocolate City Records
Chocolate City Records war ein Sublabel von Casablanca Record & FilmWorks mit dem Schwerpunkt R&B. Das Label wurde 1975 von Cecil Holmes, einem von Neil Bogarts Partnern bei Casablanca Records, gegründet. Sein Name wurde einem Song der Gruppe Parliament entliehen, der zu dieser Zeit sehr populär war. 1980 wurde das Label zusammen mit Casablanca an Polygram verkauft; 1983 stellte Chocolate City Records den Betrieb ein. Holmes verließ Casablanca Record & FilmWorks und wurde Vice President of Black Music bei CBS.

## Künstler
Die erste von Chocolate City Records unter Vertrag genommene Gruppe war The New York City Players mit der Single Find My Way. Neil Bogart hatte den Titel gehört und war begeistert; er empfahl die Gruppe Cecil Holmes. Er schlug Holmes vor, ein eigenes Label zu starten und die Gruppe unter Vertrag zu nehmen. The New York City Players benannten sich bereits vor der Veröffentlichung in Cameo um, nachdem Holmes sie darauf aufmerksam gemacht hatte, dass PolyGram, inzwischen zu fünfzig Prozent Miteigentümer von Casablanca, Bedenken hatte, da die Fruppe Ohio Players ebenfalls zum Portfolio von PolyGram gehörte und Verwechslungen möglich seien.
Weitere Gruppen bei Chocolate City waren Brenda & the Tabulations und Blacksmoke.
1977 veröffentlichten Cameo mit Cardiac Arrest und Brenda & The Tabulations ihre ersten Alben, 1978 kamen Vernon Burch und Townsend, Townsend, Townsend & Rogers zum Label. 1979 kam Randy Brown zu Chocolate City, auch 7th Wonder wechselten von Parachute Records zum Label. Weitere Künstler, die in diesem Jahr einen Vertrag bei Chocolate City Records erhielten, waren Kevin Moore und Starpoint.